# Погорелова Олена
Олена Погорелова (нар. 16 вересня 1969) — російська колишня професійна тенісистка.
Погорелова грала у професійному турі на початку 1990-х років, маючи найкращий рейтинг одиночного розряду №508 у світі. Будучи гравцем парного розряду, вона виграла два титули ITF і виступила в головному розіграші турніру WTA на Відкритому чемпіонаті Москви в 1990 році в партнерстві з Іриною Звєрєвою. 
У 1992 році, після розпаду Радянського Союзу, вона взяла участь у поєдинку Кубка Федерації для збірної Співдружності Незалежних Держав (СНД). Вона зіграла матч у другому раунді світової групи СНД програвши Франції, де її та Олену Макарову розбили Ізабель Демонжо та Наталі Тозья. 

## Фінал ITF

### Парний розряд: 4 (2–2)
| Результат  | №  | Дата              | Турнір               | Поверхня | Партнер          | Суперники                      | Рахунок       |
| ---------- | -- | ----------------- | -------------------- | -------- | ---------------- | ------------------------------ | ------------- |
| Переможець | 1. | 10 лютого 1991 р. | Гельсінкі, Фінляндія | Килим    | Любомира Бачева  | Надя Бейк Майке Бабель         | 6–2, 3–6, 6–3 |
| Поразка    | 1. | 1 липня 1991 р.   | Дубровник, Югославія | Глина    | Ірина Сухова     | Любомира Бачева Івона Горват   | 7–5, 3–6, 3–6 |
| Поразка    | 2. | 9 вересня 1991 р. | Хасково, Болгарія    | Глина    | Ірина Сухова     | Любомира Бачева Галя Ангелова  | 6–7, 7–6, 1–6 |
| Переможець | 2. | 2 березня 1992 р. | Гранада, Іспанія     | Хард     | Павліна Райзлова | Марія Марфіна Світлана Комлева | 6–4, 7–6 (5)  |